# 台灣意識論戰
台灣意識論戰是1983年至1984年間主張台灣本土意識及台灣獨立的台灣知識分子及政治運動人士通過黨外雜誌進行的一場思想論戰，主題在於台灣人應抱持怎樣的國族認同。由於台灣當時仍處於威權統治時期，長期的中國民族主義觀念與政治神話也根深柢固，贊成台灣意識的一方不敢或不能直接舉起「台灣意識」或「國族認同」的旗幟，所以論戰是以所謂「台灣結」對「中國結」的形式展開，因此該論戰又被稱為「台灣結與中國結論戰」。這場論戰使文學運動與政治運動更緊密結合，台灣意識成為公開話題，打開了國族認同的思想與言論禁區，並為日後台灣獨立的理論論述及運動開展創造了空間。

## 背景
「台灣意識論戰」被視為1977年「鄉土文學論戰」及1980年代初期「文學界南北派爭議」的延續。
在「鄉土文學論戰」中，「台灣本土論」和「左翼中國民族主義」基本上是結盟在一起對抗「右翼中國民族主義」及「現代化論」所共同代表的官方意識型態。儘管「台灣本土論」和「左翼中國民族主義」之間的矛盾在「鄉土文學論戰」中已有某種程度的浮現，但在當時中國國民黨威權獨裁統治及政治灌輸下，「台灣本土論」一直只能隱而不顯或處於混沌狀態，而寄身於「中國認同」的符碼之下。
1979年1月1日中華民國與美國正式斷交，同年12月發生「美麗島事件」，都震撼台灣知識分子的思想與心靈。
1980年代初期，台灣文學界爆發了一場關於「台灣文學如何定位」的「文學界南北派爭議」。爭論是由1981年詹宏志的文章《兩種文學心靈》引爆。他在文中提出台灣文學未來在中國文學中的定位問題，並藉小說家東年之口，以假設性的口吻這樣回答：「這一切，在將來，都只能算是邊疆文學」（詹宏志 1981，31）。這種悲觀並將台灣文學視為中國文學邊緣一支的觀念引來不滿者的強烈批評，並進而造成贊成與反對者間的一場論戰，文學界的南北派也正式成形（池煥德 1997，48）。
在「文學界南北派爭議」中，「台灣本土論」的支持者雖然找到一個暫時的出口抒發，但並未能暢所欲言，因為問題的核心已涉及論戰參與者在國族認同之政治立場的差異，非僅限於文學定位的不同立場。在當時的政治環境下一直隱忍的台灣立場論者，經歷這些劇變及爭論後已漸成熟並積蓄相當的能量，俟時就會爆發。

## 導火線
1983年6月4日，「侯德健事件」發生震驚台灣，論戰也正式在台灣島內的黨外運動陣營中爆發出來，包括當時黨外左、右翼的雜誌，如《生根週刊》（後被查禁而改名《台灣年代》）、《前進週刊》、《夏潮論壇》等，都相繼投入這塊當時的思想禁區競逐。
侯德健是當時台灣流行樂壇的創作者，以一首《龍的傳人》成為知名的歌手。這首歌的歌詞很簡單，它所表達的是「雖不曾看見長江美，夢裡常神遊長江水。雖不曾聽見黃河壯，澎湃洶湧在夢裡」。龍的傳人在海峽兩岸乃至全球華人社會廣為流傳後，侯德健在1983年6月4日自香港秘密進入中國大陸，並傳將在中央音樂學院進修，而當時海峽兩岸仍處於相互隔離的狀態，台灣和中國大陸之間並不允許民眾互訪。「侯德健事件」使台灣蔣經國政府顏面盡失，亦震驚台灣社會，引起廣泛的討論。

## 展開和過程
在侯德健由香港進入中國大陸後，屬於黨外統派的《前進週刊》最先報導了這個消息。同時，該雜誌也刊出了楊祖珺對此事件的評論，她認為侯德健只是「在政治夾縫中尋求『中國人』三個字代表的意義」。而龍的傳人代表的只是「侯德健在學時代，輾轉反側深思不解的中國，是他揣測、希望、擔憂的中國」（池煥德 1997，56）。
陳映真和林世民隨後分別在《前進週刊》上發表了兩篇立場迥異的文章。
陳映真說，龍的傳人在台灣廣泛流行，並不是一些人所嘲弄的「空想漢族主義」一詞所能解釋，「這首歌整體地唱出了深遠、複雜的文化和歷史上一切有關中國的概念和情感。這種概念和情感，是經過五千年的發展，成為一整個民族全體的記憶和情結，深深地滲透到中國人的血液中」（陳映真 1985，33）1。陳映真認為指責這首歌的人是「輕狂的小布爾喬亞知識分子」（陳映真 1985，35），他們業經資本主義不斷洗腦，政治判斷上帶有「嚴重小兒病」，以至於急著否定自己的「父祖之國」。侯德健之所以會跑到大陸去，「是去看一看長久奔流在他血液中的，在夢中神遊，並且傾聽其澎湃和洶湧，經數千年歷史和文化所形成的父祖之國」（陳映真 1985，37）。
林世民認為侯德健在中國大陸依然找不到那條龍。他表示，「他（侯德健）大陸可以找到的，只是沒有生命的長江，只是沒有生命的山川與古墓。假使他在自己生長的鄉土找不到那條活生生的龍，他還能在什麼地方找得到？」（池煥德 1997，56）。顯然對林世民而言，他認為唯有認同於自己生長的地方——台灣，才是侯德健應該走的方向。這也是林世民台灣立場的顯現。
葉阿明則在《生根週刊》論證台灣意識是動態的，今日沒有不見得明日不會有。（葉阿明 1983）
在《夏潮論壇》於1984年3月推出批判台灣結的專題，以及《台灣年代》稍後製作的專輯出版後，這場論戰在表面上大致畫下休止符。
然而台灣島內關於台灣意識和中國意識的論戰並未就此結束，主要的爭議基本上在於「台灣意識的有無」及「如何定位台灣意識」兩個問題上。透過彼此間的往來批判，台灣本土論者逐漸衝破言論的禁忌，也進一步錘鍊他們台灣認同的理論體系。他們或者主張我們必須先認同生存之所在，而宣稱「我的中國是台灣」（梁景峰 1985）；或者批評陳映真貶台灣意識而褒中國意識的雙重標準（蔡義敏 1985）；或者從下層結構的經濟社會現實，來論證台灣意識之現實基礎的存在，並且也是「黨外民主運動的基石」（陳樹鴻 1985）；或者乾脆直接喊出「台灣人不要中國意識」（台灣年代 1985）。以陳樹鴻的論點為例，他認為在經過資本主義的洗禮後，台灣已成為一個獨立於中國的社會經濟體。所謂的台灣意識是由這個共同體所彰顯出來的，所以台灣意識的存在是無庸置疑的，而且也絕非狹隘的、帶有排他性的省籍意識。接著他將台灣意識等同於其他殖民地所發展出來的民族意識，於是「台灣」在其論說中取得民族的地位而與「中國」對等。
無論是在學術界還是在政治圈，這個題目仍一直是熱門議題，可以說到今天都還未真正結束。

## 影響
這場論戰在「台灣意識」及台灣獨立運動的發展史上，扮演著重要的角色。在這之前，由於國民黨對言論自由的鉗制以及對思想的教化，反對人士不敢公開宣揚「以台灣作為思考中心」的政治主張。然而，「台灣意識論戰」的展開，將這個長久以來的思想言論禁忌打破，並提出一個不同於官方版本之中國民族主義的另類國家認同，為日後台灣獨立言論的公開打下基礎。陳芳明表示，「戰後三十年來，還未有過一場論戰能夠如此放膽觸探思想的禁區，使台灣政治運動與文學運動的本土精神提昇到一個新的境界」（施敏輝 1985，1）。池煥德也這樣認為，「發生在黨外雜誌上的中國結/台灣結論戰，是在國民黨統治下首次在意見領域討論『中國』、『台灣』的意涵與定位，也公開地就國/省（地方）基本區隔進行辯論。論戰中的台灣意識論者破天荒地挑戰了這個基本區隔，而這個挑戰也象徵著國民黨政權下的國族認同符號系統已經正式地進入了轉型期」（池煥德 1997，48）……「（這場論戰）象徵著正統中國論受到了台灣意識者的根本挑戰」（池煥德 1997，76）。

## 和台灣意識論戰相關的史料與研究書目
（按作者姓氏漢語拼音順序排列）
- 蔡篤堅，1996，對1980年代台灣民族認同形成的文化分析，見張炎憲等編，台灣近百年史論文集，303-330頁。台北：財團法人吳三連台灣史料基金會。
- 池煥德，1997，台灣：一個符號鬥爭的場域：以台灣結/中國結論戰為例。東海大學社會研究所碩士論文。
- 施敏輝編，1985，台灣意識論戰選集。加利佛尼亞Irvine：台灣出版社。
- 松永正義，1988，「中國意識」與「台灣意識」，見若林正丈編，中日會診台灣：轉型期的政治。台北：故鄉。
- 王甫昌，1996，台灣反對運動的共識動員：1979 - 1989年兩次挑戰高峰的比較。台灣政治學刊1：129-210。
- 游勝冠，1996，台灣文學本土論的興起與發展。台北：前衛。